# Коморище (заказник)
Коморище — гідрологічний заказник місцевого значення. Об'єкт розташований на території Овруцького району Житомирської області, ДП «Овруцьке ЛГ», Прилуцьке лісництво, кв. 76, вид. 35, 48 — 20,0 га; ДП «Словечанський лісгосп АПК» — 20,0 га, Овруцьке лісництво, кв. 24, вид. 4, 7, 8, 10—17.
Площа — 40 га, статус отриманий у 1982 році.